# Ефект Перселла
Ефект Перселла — підсилення флуоресцентного спонтанного випромінювання молекули оточенням. Ефект відкрив Едвард Міллз Перселл як підсилення випромінювання атома в резонаторі. Величина підсилення задається множником Перселла:
{\displaystyle F_{P}={\frac {3}{4\pi ^{2}}}\left({\frac {\lambda _{c}}{n}}\right)^{3}\left({\frac {Q}{V}}\right)\,}
де {\displaystyle (\lambda _{c}/n)} — довжина хвилі в матеріалі, {\displaystyle Q} — добротність резонатора, а  {\displaystyle V} — його об'єм.
Одну з інтерпретацій дає квантова електродинаміка в резонаторі. Золоте правило Фермі говорить, що ймовірність переходу для системи атом у вакуумі або атом у резонаторі пропорційний густині кінцевих станів. У резонаторі в умовах резонансу густина кінцевих станів зростає (хоча саме число станів не обов'язково). Множник Перселла є відношенням густини станів у резонаторі 
{\displaystyle \rho _{c}={\frac {1}{\Delta \nu V}}}
до густини станів у вільному просторі
{\displaystyle \rho _{f}={\frac {8\pi n^{3}\nu ^{2}}{c^{3}}}.}
Оскільки 
{\displaystyle Q=\nu /\Delta \nu ,}
{\displaystyle \rho _{c}/\rho _{f}={\frac {c^{3}}{8\pi n^{3}\nu ^{2}}}{\frac {Q}{\nu V}}={\frac {1}{8\pi }}\left({\frac {\lambda }{n}}\right)^{3}\left({\frac {Q}{V}}\right),}
що дає правильний результат з точністю до сталого множника.
Теорія передбачає, що фотонне середовище може контролювати швидкість радіаційної рекомбінації джерела світла. 
Ефект Перселла можна використати для моделювання однофотонних джерел для квантової криптографії. Контроль швидкості спонтанного випромінювання, а отже, підвищення ефективності генерації фотона є важливою вимогою при розробці однофотонних джерел на квантових точках.

## Виноски
1. ↑  E. M. Purcell, Phys. Rev. 69, 681 (1946). DOI web link
2. ↑  Архівована копія. Архів оригіналу за 17 липня 2011. Процитовано 10 травня 2017.{{cite web}}:  Обслуговування CS1: Сторінки з текстом «archived copy» як значення параметру title (посилання)
3. ↑  S. Haroche; D. Kleppner (1989). Cavity Quantum Dynamics. Physics Today: 24—30. Bibcode:1989PhT....42a..24H. doi:10.1063/1.881201.
4. ↑  D. Kleppner (1981). Inhibited Spontaneous Emission. Physical Review Letters. 47 (4): 233—236. Bibcode:1981PhRvL..47..233K. doi:10.1103/PhysRevLett.47.233.
5. ↑  V. P. Bykov, Spontaneous emission from a medium with a band spectrum, Soviet Journal of Quantum Electronics 4, 861 (1975).
6. ↑  E. Yablonovitch, Inhibited spontaneous emission in solid-state physics and electronics, Physical Review Letters 58, 2059(1987).
7. ↑  M. C. Münnix; A. Lochmann; D. Bimberg; V. A. Haisler (2009). Modeling Highly Efficient RCLED-Type Quantum-Dot-Based Single Photon Emitters. IEEE Journal of Quantum Electronics. 45 (9): 1084—1088. Bibcode:2009IJQE...45.1084M. doi:10.1109/JQE.2009.2020995.
8. ↑  D. Bimberg, E. Stock; A. Lochmann; A. Schliwa, J. A. Tofflinger; W. Unrau. M. C. Münnix, S. Rodt, V. A. Haisler, A. I. Toropov, A. Bakarov, A. K. Kalagin (2009). Quantum Dots for Single- and Entangled-Photon Emitters. IEEE Photonics Journal. 1 (1): 58—68. doi:10.1109/JPHOT.2009.2025329.